# Chapelle-en-Vexin
Chapelle-en-Vexin – miejscowość i gmina we Francji, w regionie Île-de-France, w departamencie Dolina Oise.
Według danych na rok 1990 gminę zamieszkiwały 344 osoby, a gęstość zaludnienia wynosiła 95 osób/km² (wśród 1287 gmin regionu Île-de-France Chapelle-en-Vexin plasuje się na 898. miejscu pod względem liczby ludności, natomiast pod względem powierzchni na miejscu 776.).